# Екофеминизъм
Екофеминизъм e социалното и политическо движение, което сочи към съществуването на значителни общи основания между енвайрънментализма и феминизма , с някои течения свързващи дълбоката екология и феминизма. Екофеминистките твърдят, че има силен паралел, съществуващ между мъжкото потисничество и подчинението на жените в семействата и обществото, и деградирането на природата с едни и същи мъжки модели на поведение, както и едни и същи методи. Те също така изследват пресичането между сексизъм, доминация над природата, расизъм и други характеристики на социалното неравенство. В някои от настоящите си работи екофеминистките твърдят, че капитализмът и патриархалните системи, които доминират в света разкриват тройната доминация – тази над Третия свят, над жените и над природата. Тази мъжка доминация и експлоатация на жените, на слабо подсигурените като ресурси хора и природа стои в основата на екофеминизма и екофеминисткия анализ.
И макар че екофеминизмът е бил набеждаван за мизандрийски, предлагайки патриархалността като корен на всички световни проблеми, всъщност възгледите на екофеминизма върху подтисничеството над малцинствата в Третия свят разпознава не само жени, но включва и повечето мъже, като потиснати.
| „ | „Калейдоскопичната леща на екофеминизма включва предпатриархален исторически анализ, прегръщане на духовността и обещание за отправяне на предизвикателство към дискриминацията на база раса, класа, империализъм, пол, възраст, недъзи, животински видове и други форми на подтисничество.“ | “ |
| Cathleen McGuire and Colleen McGuire, Ecofeminist Visions, (1991), in Kenneth Dolbeare & Michael S. Cummings, American Political Thought, Congressional Quarterly Press, 5th edition, 2003 | |   |